# Łada Togliatti (piłka ręczna)
HC Łada Togliatti (ros. Гандбольный клуб «Лада» Тольятти) – żeński klub piłki ręcznej z Rosji grający aktualnie w rosyjskiej Super League. Powstał w kwietniu 1998 roku z siedzibą w mieście Togliatti. Drużyna szybko stała się potęgą w lidze rosyjskiej wygrywając od 2002 roku 4 razy z rzędu mistrzostwo kraju. HC Łada Togliatti swoje dobre wyniki podsumowała w 2006 roku zdobywając wówczas podwójną koronę (liga i puchar krajowy). Również na arenie międzynarodowej drużyna odnosiła znaczące sukcesy: srebrny medal w 2007 w Lidze Mistrzów oraz dwa złote medale w Pucharze EHF w latach 2012, 2014.

## Sukcesy
- Mistrzostwa Rosji:
  -  (2002, 2003, 2004, 2005, 2006, 2008)
  -  (2001, 2007, 2014, 2015)
  -  (2009, 2011, 2012, 2016)
- Puchar Rosji:
  -  (2006)
  -  (2007, 2009, 2015)
  -  (2010, 2012, 2013, 2014)
- Liga Mistrzyń:
  -  (2007)
- Puchar EHF:
  -  (2012, 2014)